# Jüdische Gemeinde Edelfingen
Die Jüdische Gemeinde in Edelfingen, einem Stadtteil von Bad Mergentheim im Main-Tauber-Kreis in Baden-Württemberg, entstand im Mittelalter und existierte bis zur Zeit des Nationalsozialismus.

## Geschichte

### Historische Entwicklung der jüdischen Gemeinde
Juden gab es in Edelfingen seit dem Mittelalter. Bis 1938 besaß Edelfingen eine signifikante jüdische Gemeinde. Die jüdische Gemeinde Edelfingen besaß die Synagoge Edelfingen, eine Schule und ein rituelles Bad. Ein eigener Religionslehrer war angestellt, der zugleich als Vorbeter und Schochet tätig war. Die Toten der Gemeinde wurden im jüdischen Friedhof in Unterbalbach beigesetzt. Seit 1832 gehörte die Gemeinde zum Bezirksrabbinat Mergentheim.

### Opfer des Holocaust
Von den jüdischen Personen, die in Edelfingen geboren wurden oder längere Zeit im Ort wohnten, kamen in der Zeit des Nationalsozialismus die folgenden Personen beim Holocaust nachweislich ums Leben: Berta (Bella) Adler geb. Sulzbacher (1863), Elsa (Else) Adler (1895), Hedwig Adler (1897), Zilli Adler (1895), Fanny Badmann geb. Kahn (1894), Barbara (Babette) Bamberger (1875), Ferdinand (Feidel) Bamberger (1878), Jacob Bamberger (1882), Ida Bierig geb. Weil (1873), Isaak Bierig (1869), Salomon Bierig (1888), Karolina Blömendal geb. Frank (1894), Jette (Jetta) David geb. Ehrenberg (1861), Getta Decker geb. Frank (1893), Rosa Dick geb. Marx (1880), Hanna Ehrlich (1871), Immanuel Ehrlich (1873), Jette Ehrlich (1867), Amalie Frank geb. Sahm (1862) Amalie Frank geb. Levite (1871), Berta Frank geb. Grünfeld (1900), Gertrud Frank (1926), Ruth Frank (1928), Salomon Frank (1936), Getta Freimark geb. Bierig (1879), Paula Goldstein geb. Bierig (1874), Gretchen Grünfeld geb. Sulzbacher (1867), Recha Hellmann geb. Frank (1883), Emanuel Hess (1891), Lydia Hess geb. Rosenheimer (1911), Elly Hirsch (1918), Ricka Hirsch geb. Adler (1882), Rosa Lilienstrauß (1893), Lui Löw (1868), Bassa Markus geb. Gunter (1869), Sofie Oppenheim geb. Frank (1884), Rosa Rothschild geb. Bierig (1877), Berta Schorsch geb. Schloß (1854), Simon Schorsch (1898), Hanni Sieber geb. Michel (1906), Mathilde Steinhäuser geb. Fröhlich (1879), Zerline Stern geb. Ehrlich (1869), Friederike Strauß (1880), Emil Vorchheimer (1895), Manfred Vorchheimer (1935), Sara Vorchheimer geb. Adler (1896) und Paula Wolf (1891).